# وحدة معالجة الأراضي
وحدة معالجة الأراضي (LTU) هو موقع يتم فيه معالجة الأرض، عادةً من خلال عمليات المعالجة البيولوجية، لتقليل سمية التربة.
أصبحت وحدات معالجات الأراضي أكثر شيوعًا مع تحديد المزيد من المواقع التي تحتاج إلى التنظيف.
وحدات معالجة الأراضي هي المناطق التي يتم فيها استخدام النفايات الخطرة أو دمجها في سطح التربة. وحدات معالجة الأراضي هي وحدات تتكون عادة من التربة الطبيعية حيث تعمل عمليات التحلل والتخفيف البيولوجية والكيميائية على تجميد المكونات الخطرة أو تحويلها أو تدهورها بمرور الوقت.